# Bordetella pertussis
Espèce
Bordetella pertussis, appelée dans un premier temps Haemophilus pertussis, est l'agent de la coqueluche. Il a été décrit la première fois par Jules Bordet en 1900. Isolé sur le milieu de Bordet et Gengou en 1906 par Jules Bordet et Octave Gengou, il est aussi appelé bacille de Bordet-Gengou ou bacille de Bordet et Gengou. C'est un coccobacille à Gram négatif.
Bordetella pertussis est immobile et possède une fine capsule.
Étymologiquement, pertussis signifie toux sévère.

## Habitat
L'homme est le seul réservoir de B. pertussis. Les adultes immunisés pourraient être porteurs du bacille et le transmettre par voie aérienne à des sujets non immunisés.
Ce coccobacille est auxotrophe en ce qui concerne le nicotinamide et la cystéine.

## Physiopathologie
Après inhalation, Bordetella pertussis s'installe au niveau de la trachée ou des bronches et s'y fixe grâce à des adhésines dont les récepteurs sont des molécules glycoprotéiques présentes sur les cellules trachéales ciliées (plus précisément sur les cils vibratiles, provoquant leur paralysie). Les symptômes sont le résultat de l'interaction avec le système immunitaire de l'hôte. Le germe se multiplie à l'extérieur des tissus et synthétise des toxines qui agissent ensemble et déterminent des effets biologiques : 
1. locaux par destruction et élimination des cellules ciliées ce qui provoque une accumulation de mucus ainsi que la réaction immunitaire, entraînant la classique toux prolongée sans fièvre caractérisant la coqueluche ;
2. systémiques par augmentation des lymphocytes.

## Facteurs de virulence
À la phase d'état de la maladie, il n'y a plus de bacilles viables dans les sécrétions : les signes de la maladie sont dus aux facteurs de virulence.

### Adhésines
- Hémagglutinine filamenteuse : glycoprotéine possédant plusieurs sites de fixation sur les hématies. Elle est activée par la pertactine.
- Domaine B. de la toxine pertussique : se fixe sur les leucocytes.
- Protéines de surface :
  - fimbriae qui se fixent sur l'appareil respiratoire et activent le récepteur de l'hémagglutinine filamenteuse ;
  - pertactine : active l'hémagglutinine filamenteuse.

### Toxines
- Toxine cytotrachéale : peptide présent dans la paroi. Elle détruit l'appareil ciliaire et empêche sa réparation.
- Domaine A de la toxine pertussique : elle augmente la production d'AMP cyclique en agissant sur le site régulateur négatif (G-protéine) ce qui empêche la migration des leucocytes.
- Adénylate cyclase hémolysine : protéine (200 kDa) ayant une activité hémolytique invasive et une activité adénylate cyclase qui renforce l'action de la toxine pertussis en détruisant les macrophages alvéolaires et perturbe la fonction ciliaire. Elle est activée par la calmoduline intracellulaire.
- Toxine dermonécrotique : elle est thermolabile et détruit les cellules ciliées.

La toxine pertussique provoque une hyperlymphocytose.

## Taxonomie

### Étymologie
L'étymologie de cette espèce Bordetella pertussis est la suivante : L. prep. per, vraiment, très fort, extrême; L. fem. n. tussis (gen. tussis), toux; N.L. gen. fem. n. pertussis, toux sévère, de la coqueluche.

## Diagnostic
Le diagnostic direct est effectué sur un prélèvement au cours de la phase catarrhale. La mise en culture est faite sans délai (germe fragile) sur le milieu de Bordet et Gengou en atmosphère humide. Les colonies ont un aspect en « gouttes de mercure » (d'un diamètre compris entre 1 et 1,5 mm) entourées d'une zone d'hémolyse floue. L'identification repose sur les caractères culturaux (les caractères biochimiques étant tous négatifs (dont l'uréase) sauf la cytochrome oxydase qui est positive).
La PCR permet une détection de l'ADN de la bactérie dans les sécrétions oropharyngées dès la phase catarrhale et en moins de 48 heures.
Le diagnostic indirect est réalisé sur deux prélèvements (un premier au début de la maladie puis un second un mois après) et est toujours rétrospectif (en fin de maladie). Il peut être réalisé par agglutination (cependant peu sensible pour les nouveau-nés) ou mieux, par une technique ELISA et permet la recherche d'anticorps anti-toxine pertussis et d'anticorps anti-adénylcyclase hémolysine (ACHly).